# Chauconin-Neufmontiers
Chauconin-Neufmontiers település Franciaországban, Seine-et-Marne megyében. Lakosainak száma 3726 fő (2022. január 1.). Chauconin-Neufmontiers Crégy-lès-Meaux, Iverny, Meaux, Monthyon, Penchard, Le Plessis-l’Évêque, Trilbardou, Villenoy és Villeroy községekkel határos.

## Népesség
A település népességének változása:
| Lakosok száma | 2911 | 3017 | 3157 | 3289 | 3422 | 3554 | 3595 | 3655 | 3726 |
|               | 2013 | 2015 | 2016 | 2017 | 2018 | 2019 | 2020 | 2021 | 2022 |